# マフムード1世 (セルジューク朝)
ナースィルッディーン・マフムード1世（Nasir ad-Din Mahmud I、1086年9月9日? - 1094年11月）は、セルジューク朝の君主（スルターン）である（在位：1092年 - 1094年）。マフムード1世は父親のマリク・シャーのスルターンの地位を継承したが、セルジューク国家全体の支配権を得ることはできなかった。

## 生涯
マリク・シャーの生前、宰相のニザームルムルクはマリク・シャーの長子であるバルキヤールクを後継者とするよう主張していたが、1092年にマリク・シャーが没した後、テルケン・ハトゥンはアッバース朝のカリフ・ムクタディーに実子であるマフムード1世のスルターン位継承を承認するよう説得した。他方バルキヤールクもスルターンを称し、セルジューク朝には2人のスルターンが並立する。1094年11月、マフムード1世は天然痘に罹って没した。
マリク・シャーの死後、大セルジューク朝から分離独立した政権が現れ、アナトリアではイスファハーンから脱出したクルチ・アルスラーン1世が、シリアではマフムードの叔父トゥトゥシュが独立し、アレッポとディヤルバクルの支配者も独立を宣言した。セルジューク帝国内の分裂は、1096年に実施された第1回十字軍の予想外の成功をもたらした。